# Scolopocryptops viridis
Scolopocryptops viridis är en mångfotingart som beskrevs av Paul Gervais 1847. Scolopocryptops viridis ingår i släktet Scolopocryptops och familjen Scolopocryptopidae. Inga underarter finns listade i Catalogue of Life.